# All negre

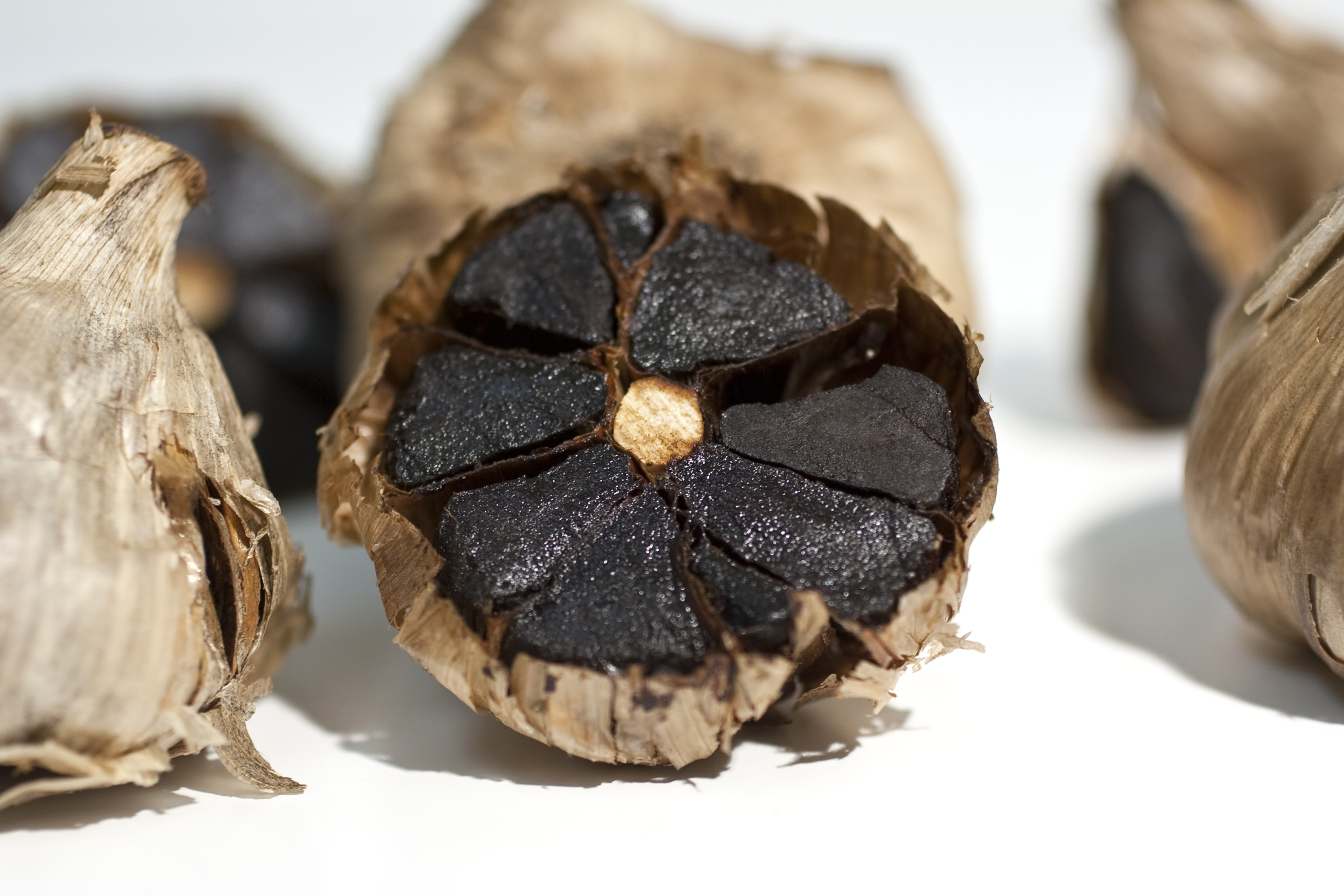
Bulb d'all negre on poden veure-s'hi els grans.

L'all negre és un all que ha patit un procés semblant al d'una fermentació, de fet una reacció de Maillard, a altes temperatures i amb gran humitat. L'all adquireix un color més marronós, un gust més dolç i un menor contingut d'al·licina. La consistència dels grans és també més tova.
L'origen és encara incert, tot i que s'afirma que s'ha utilitzat fa anys al Japó, Corea i Tailàndia. Recentment s'ha estès arreu del món.